# Záchvat hněvu

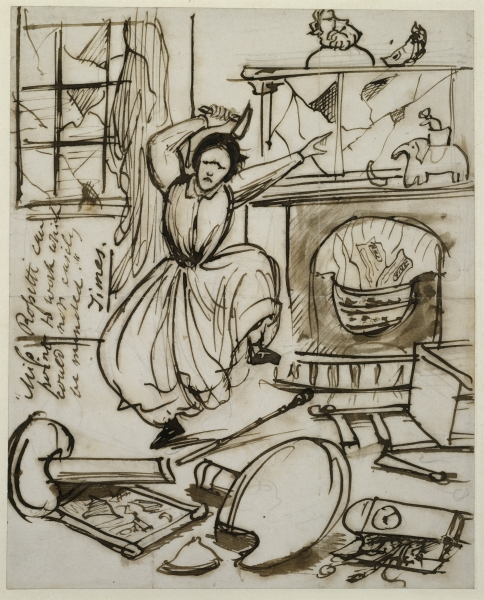
Christina Rossetti v záchvatu hněvu, kresba jejího bratra D. G. Rossettiho

Záchvat hněvu, temperamentní záchvat nebo hysterický záchvat je emocionální výbuch. Obvykle je spojený s osobami v emoční nouzi, kterou typicky vystihuje tvrdohlavost, pláč, řev, násilí, vzdor, naštvané výkřiky, odolnost proti pokusům o uklidnění a v některých případech bití a jiné fyzicky násilné chování. Postižené osoby mohou ztratit kontrolu nad vlastním tělem; osoba nemusí být schopná zůstat v klidu; a i když je její „cíl“ dosažen, nemusí se uklidnit. Propuknutí záchvatu vzteku u dítěte může vést k jeho poslání "na hanbu", k domácímu vězení nebo u starších dětí dokonce k odložení školní docházky. Záchvat hněvu může být vyjádřen v tirádě: zdlouhavá, rozzlobená řeč.

## V raném dětství
Záchvaty hněvu jsou jednou z nejčastějších forem problematického chování u malých dětí, ale s rostoucím věkem jsou méně časté a zmenšuje se i jejich intenzita. U batolete je možné záchvaty hněvu považovat za normální, dokonce i za měřítko rozvíjející se síly charakteru.

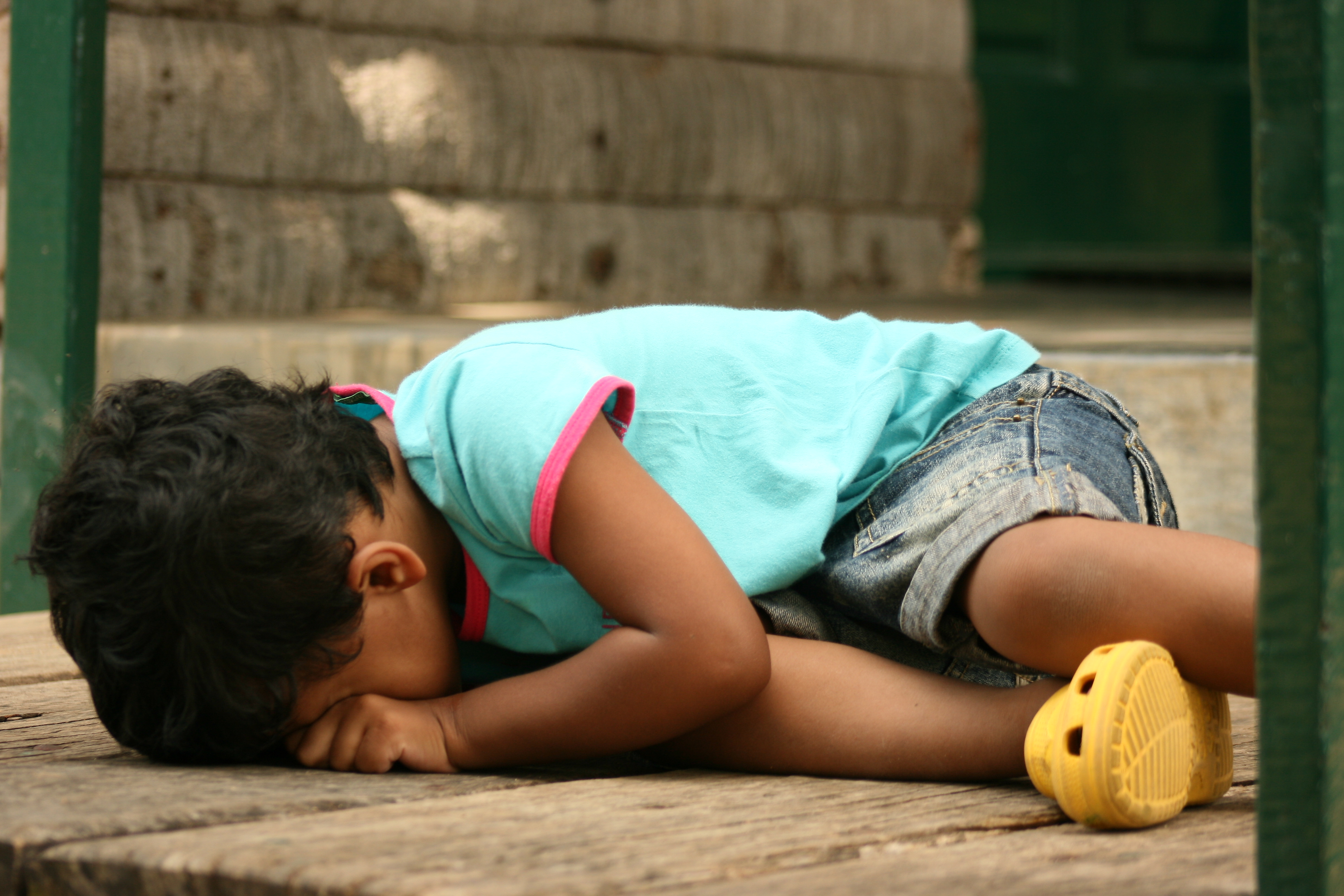
Záchvat hněvu dítěte

Zatímco záchvaty hněvu jsou někdy považovány za ukazatel budoucího antisociálního chování, v jiném smyslu jsou jednoduše věku přiměřenou známkou nadměrné frustrace a časem vymizí při klidném a důsledném zacházení. Dítě může při záchvatu něco zdánlivě vyžadovat, ale skutečně může žádat rodičovské usměrnění, protože se samo o sobě nezvládne ovládat.
Selma Fraibergová varovala před „přílišným tlakem nebo násilnými metodami řízení zvenčí“ při výchově dětí: „Pokud změníme každou situaci, kdy si převlékají kalhoty, loví poklady, podřimují, hrají v brouzdališti či vynášejí odpadky ve vládní krizi, můžeme snadno vyvolat divoký vzdor, záchvaty vzteku a všechny ty ohňostroje vzpoury ve školce.“

## Poruchy intelektu a vývoje
Někteří lidé s vývojovými poruchami, jako jsou poruchy autistického spektra, ADHD a mentální postižení, by mohli být k záchvatům hněvu náchylnější než jiní, i když záchvaty vzteku může trpět kdokoli s poškozením mozku (dočasným nebo trvalým). Kdokoli může být občas náchylný na záchvaty vzteku, bez ohledu na pohlaví nebo věk. Avšak zhroucení způsobené smyslovým přetížením, které mohou zažít i neurotypické děti, není stejné jako záchvat hněvu.

## Anomálie
Sigmund Freud usoudil, že vývoj temperamentních záchvatů hněvu Vlčího muže byl spojen s jeho svedením jeho sestrou: stal se „nespokojeným, podrážděným a násilným, urážel se při každé možné příležitosti, poté se rozběsnil vzteky a křičel jako divoch“. Freud spojil záchvaty vzteku s nevědomou potřebou trestu, který byl způsoben pocity viny – něco, o čem si myslel, že by mohlo být zobecněno na mnoho dalších případů záchvatů dětství.
Heinz Kohut tvrdil, že záchvaty hněvu jsou narcistická běsnění, způsobená zmařením velkolepého exhibicionistického jádra dítěte. Splasknutí nafouknutého sebepojetí, když jsou přání dítěte (i když oprávněně) odmítnuta, vyvolává vztek, protože zasahuje pocit všemocnosti.
Žárlivost nad narozením sourozence a výsledná agresivita může také vyvolat negativistické záchvaty hněvu, protože úsilí o kontrolu pocitů přetíží systém sebeovládání dítěte.

## V pozdějším životě
Ochota celebrit předvést záchvat hněvu při nejmenším zmaření plánu je druhem získaného situačního narcismu nebo vzteklého chování.
Pokud se záchvaty hněvu objevují u starších lidí, může často jít o příznaky nezralosti a mentálního postižení; nicméně, u mnoha lidí se mohou objevit při extrémním stresu.